# Las aventuras del Hada Rebeca
Las aventuras del Hada Rebeca es una serie de televisión infantil emitida por la cadena española La 1 de Televisión española en 1976. Se emitía dentro del espacio contenedor Un globo, dos globos, tres globos.

## Formato
La serie se centra en las peripecias de una joven Hada, extravagante y algo torpe, llamada Rebeca (Conchita Goyanes), que asiste a la Escuela de las hadas, manteniendo una pésima relación con su profesora. La situación le lleva a escapar y acaba en la Tierra, donde conoce a un niño, que en mil aventuras intentará ayudarla a conseguir el título oficial de Hada.

## Listado de episodios
- Rebeca y los fenómenos (22 de enero de 1976)
- Rebeca y la pipa de espuma de mar (5 de febrero de 1976)
- Rebeca y la máquina del tiempo (19 de febrero de 1976)
- Rebeca y el gigante Maburkin  (4 de marzo de 1976)
- Rebeca ante el tribunal de las hadas (11 de marzo de 1976)
- Rebeca en el salvaje oeste   (18 de marzo de 1976)
- Rebeca estrella de la pantalla (25 de marzo de 1976)
- Rebeca en el país de los juguetes (1 de abril de 1976)